# Tabuaço
Tabuaço est une municipalité (en portugais : concelho ou município) du Portugal, située dans le district de Viseu et la région Nord.

## Géographie
Tabuaço est limitrophe :
- au nord, de Sabrosa,
- à l'est, de São João da Pesqueira,
- au sud-est, de Sernancelhe,
- au sud-ouest, de Moimenta da Beira,
- à l'ouest, d'Armamar.

## Démographie
| 1801 | 1849  | 1900  | 1930  | 1960   | 1981  | 1991  | 2001  | 2004  |
| ---- | ----- | ----- | ----- | ------ | ----- | ----- | ----- | ----- |
| 874  | 3 952 | 9 517 | 9 362 | 11 640 | 8 521 | 7 901 | 6 785 | 6 501 |

| 2011  | - | - | - | - | - | - | - | - |
| ----- | - | - | - | - | - | - | - | - |
| 6 350 | - | - | - | - | - | - | - | - |

## Économie
Environ 25 % de la population active travaille dans le secteur tertiaire, mais l'agriculture reste toutefois le secteur dominant de l'économie, avec 56 % de la population active.
Parmi les productions les plus importantes figurent les vins et les produits de l'artisanat.

## Subdivisions
Depuis la loi no 11-A/2013 du 28 janvier 2013, portant réorganisation administrative du territoire des freguesias, la municipalité de Tabuaço regroupe 13 paroisses (freguesia, en portugais) contre 17 auparavant :
- Adorigo
- Arcos
- Barcos e Santa Leocádia (fusion de Barcos et Santa Leocádia)
- Chavães
- Desejosa
- Granja do Tedo
- Longa
- Paradela e Granjinha (fusion de Paradela et Granjinha)
- Pinheiros e Vale de Figueira (fusion de Pinheiros et Vale de Figueira)
- Sendim
- Tabuaço
- Távora e Pereiro (fusion de Távora et Pereiro)
- Valença do Douro